# エノテーカ

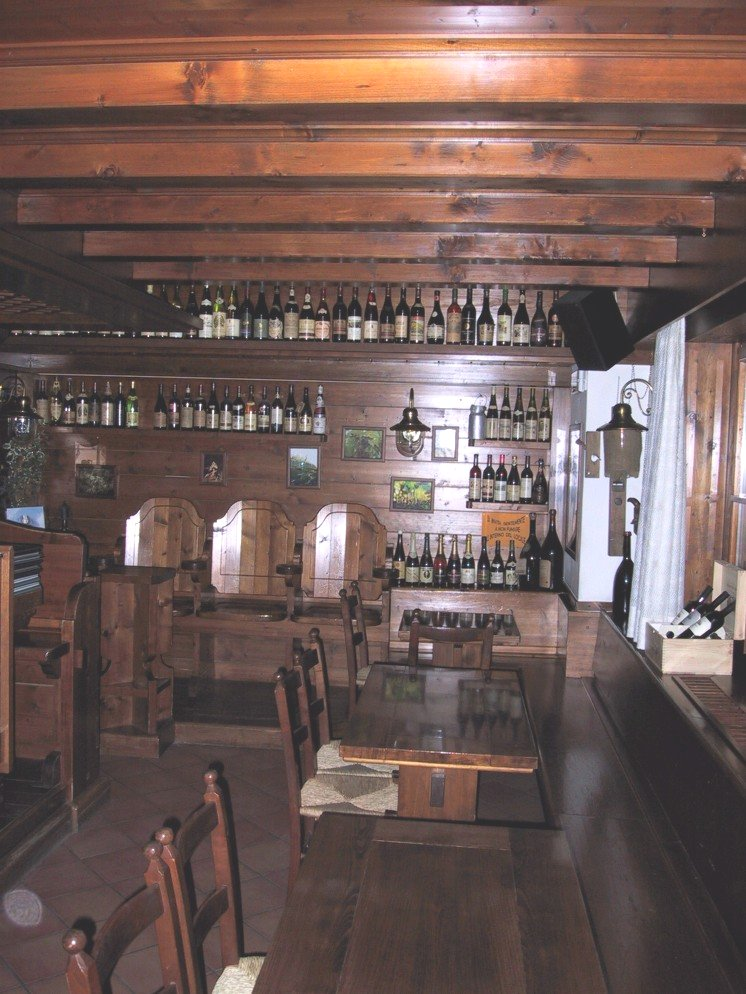
イタリア、ベッルーノ県タンブレのエノテーカのひとつ

エノテーカ（イタリア語: Enoteca / 複数形 Enoteche）は、ギリシア語のΟινοθήκηに由来するイタリア語の単語で、直訳では「ワインを収蔵するもの（場所）」を意味する（Oeno/Eno- / Οινός 「ワイン」、teca / Θήκη 「容器、箱」）。しかし、そこから派生して、イタリア生まれの、ある特定のタイプの地元産ワインの店を指すのにも使われる。施設としてのエノテーカの機能はワインの展示、試飲、販売などだが、ワイン中心の飲食店を指す場合もある。「エノテーカ」のコンセプトは、他のいくつかの国々にも広まっている。日本語ではエノテカとも表記される。
本来のエノテーカは、まず第一に、旅行者や訪問者に自らのワインを手頃な値段で味わう機会を与え、場合によってはそれらを購入する機会も与えるものであった。エノテーカはしばしば、その村落ないし地方のブドウ栽培業者や観光団体と協力して運営される。そういった施設が「ワイン図書館」を暗示する名を持つのは、よりまとまった量の各ワインをさばく正規の販路のための施設というよりも、地元ワインの実地体験に基づく情報源のための施設が企図されているから、あるいは、本来は固定客に向けたものだからであった。エノテーカはどちらかというと、それぞれのワインを少量だけストックしてあって、味見した客は、まとまった量を求める場合には、生産者から直接買い付けるようにすることもしばしばであった。
州立エノテーカ (イタリア語: Enoteca Regionale) は、その州で生産されるワインの展示、試飲、販売などを行うエノテーカである。イタリアで最初に設立された州立エノテーカは、ピエモンテ州のグリンツァーネ・カヴールにあり、これは世界遺産「ピエモンテのブドウ畑の景観:ランゲ＝ロエーロとモンフェッラート」に含まれる（この世界遺産の範囲には、他にもいくつかの州立エノテーカが含まれる）。
エノテーカのコンセプトは、アルプス山脈を越えてオーストリアやドイツにも広まった。ドイツ語では「ヴィノテーク」Vinothek [vinotéːk] である。なお、英語やスペイン語では、そのまま enoteca という綴りが使われるが、フランス語の場合は「エノテーク」œnothèque [enɔtɛk / ønɔtɛk]となる。